# Meester Olofsuite
De Meester Olofsuite is een compositie van Tor Aulin.
Aulin was rond 1908 muzikaal leider en dirigent van het orkest behorend bij het Kungliga Dramatiska Teatern. Op 18 februari 1908 vond de inwijding van dat theater plaats door middel van een uitvoering van een van de vele versies van Mäster Olof van August Strindberg over het leven van Olaus Petri (Olof Pettersson). Aulin was tevens componist, violist en organisator. Hij schreef de muziek bij het toneelstuk en begeleidde de uitvoering met het orkest van het theater. Later maakte hij van de totale muziek een suite, dat een van zijn populairste werken werd, maar toch verder onbekend is gebleven.
De samenwerking met Strindberg leverde een vriendschap op tussen schrijver en componist, maar tot een verdere samenwerking kwam het niet.
De suite bestaat uit vijf delen:
1. Reformatorn, i Strängnäs kloster; De Hervormer; moderato
2. Husfrun och barnet; de matrone en het kind; andantino
3. I storkyrkan; In de kathedraal; allegro molto agitato, animato, presto
4. Margaretas död, De door van Margareta; molto lento e funebre
5. Festen vid Norreport; Feestelijkheden in Norreport; allegro vivo

De suite is geschreven voor:
- 2 dwarsfluiten, 2 hobo’s, 2 klarinetten, 2 fagotten
- 4 hoorns, 2 trompetten, 3 trombones, 1 tuba
- 1 pauken,  1 man/vrouw percussie,
- violen, altviolen, celli, contrabassen

## Discografie
- Uitgave Sterling: Symfonieorkest van Örebro o.l.v. Göran W. Nilson
- UItgave Musica Sveciae: Eri Klas met het Koninklijk Orkest